# 内山眞人
内山 眞人（うちやま まさと、1986年5月2日 - ）は、日本の俳優。東京都出身。リヴィールエンタテインメント所属。

## 略歴
1992年に大河ドラマ『信長 KING OF ZIPANGU』で子役としてデビュー。
その後、ドラマなどに出演し続け、2004年の『ウルトラマンネクサス』の千樹憐役で知名度を上げる。
2006年の『仮面ライダーカブト』では、影山瞬 / 仮面ライダーザビー及び仮面ライダーパンチホッパー役を演じた。
2008年、それまで所属していたシーアンドティー（オフィス高木、現 キャロット）からinfinity ave.に移籍。
2009年2月末を以てinfinity ave.から離籍し、フリーとなる。同年9月11日、M2 Musicに移籍したことを報告。離籍後、リヴィールエンタテインメントに移籍。

## 人物
- 趣味・特技はバレーボール・バスケットボール[1]。柑橘類アレルギーである。
- 自身も変身を果たしたウルトラ戦士で好きな戦士はアストラ、仮面ライダーの中で好きな戦士は仮面ライダーギルス、仮面ライダータイガ、仮面ライダーインペラーである。

## 出演

### テレビドラマ
- 東京ららばい（1991年、読売テレビ）
- 大河ドラマ「信長 KING OF ZIPANGU」（1992年、NHK総合） - 織田信行 役
- 季節はずれの海岸物語'93秋（1993年、フジテレビ） - 子役
- 禁断の果実（1994年） - 生 役
- 金田一少年の事件簿「異人館村殺人事件」（1995年、日本テレビ） - 神崎竜一（少年時代） 役
- ハートにS（1995年、フジテレビ）
- 美少女H 第11話（1998年、フジテレビ） - 香川稜太 役
- ドラマ愛の詩「オグリの子」（1998年8月、NHK） - 花木コージ 役
- 家族になろうよ!（1999年、TBS） - 岩田哲也 役
- レガッタ〜国際金融戦争（1999年、NHK） - 明石翔武 役
- ドラマ愛の詩「幻のペンフレンド2001」（2001年1月 - 3月、NHK教育） - 主演・渡辺明彦 役
- 少年（2002年、TBS）
- 大河ドラマ「武蔵 MUSASHI」（2003年、NHK） - 本位田又八（少年時代） 役
- 仮面ライダーシリーズ（テレビ朝日）
  - 仮面ライダー555（2003年） - 小林義雄 役
  - 仮面ライダーカブト（2006年 - 2007年） - 影山瞬 / 仮面ライダーザビー / 仮面ライダーパンチホッパー 役
  - 仮面ライダーディケイド（2009年） - 仮面ライダーパンチホッパーの声 役
  - 仮面ライダージオウ 第37・38話（2019年） - 影山瞬 / 仮面ライダーパンチホッパー 役（友情出演）[4]
- 新・天までとどけ4・5（2003年・2004年、TBS） - 橋本喬 役
- ほんとにあった怖い話 真夜中の奇蹟（2004年、フジテレビ） - 川原秀人 役
- ダムド・ファイル file no.22（2004年、テレビ朝日） - 川村雄一 役
- 慶次郎縁側日記1 第8話（2004年、NHK） - 富永栄之介 役
- 夜回り先生（2004年、TBS）
- ウルトラQ dark fantasy 第11話（2004年、テレビ東京） - 熊谷勝浩 役
- ウルトラマンネクサス（2005年、CBC・TBS） - 千樹憐 役
- はぐれ刑事純情派ファイナル（2005年） - 野中亮二 役
- 新・風のロンド 第2部（2006年、東海テレビ・フジテレビ） - 野代英明 役
- 新・京都迷宮案内 第8話（2006年、テレビ朝日）
- お・ばんざい!（2007年、TBS） - ホスト・飯田真吾 役
- Wild Strawberry 第2話（2008年、CS朝日） - 女子高生 役
- 横浜見聞伝スター☆ジャンシリーズ（tvk）
  - 横浜見聞伝スター☆ジャン（2013年） - 濱尾巡 / タイガ▽ジャン 役
  - 横浜見聞伝スター☆ジャン Episode:2（2016年） - 濱尾巡 / タイガ▽ジャン 役
  - スタージャン神（2019年） - 暁廻 / ブラックスタージャン 役
- センチネルシリーズ（千葉テレビ）
  - センチネル／THE PILOT（2018年） - イチ 役
  - センチネル2（2019年12月26日）
  - センチネル2.5（2020年12月27日） - 南野 役
  - センチネルS（2021年12月28日） - 南野 役
  - センチネルX（2022年12月25日）

### 映画
- 瀬戸内ムーンライト・セレナーデ（1997年） - 巡回さんの助手 役
- 幼狩D#1（1997年） - 佐久間恭治（少年時代） 役
- 鉄塔 武蔵野線（1997年） - 準主演・磨珠枝暁 役
- かわいいひと 「EPISODE I」（1998年） - 三浦三太郎 役 ※ビデオ題「ポッキー坂恋物語 かわいいひと」
- 元気の神様（1998年） - 主演・坂口海 役
- あつもの（1999年、東映） - 黒瀬玄一（少年時代） 役
- オサムの朝（1999年、東映） - 武内 役
- 欲望（2005年） - ヒロインの恋人・秋葉正巳の青年時代 役
- 怪談参・学校怪談（2005年）
- 夜のピクニック（2006年）- 黒沢 役
- 劇場版 仮面ライダー電王 俺、誕生!（2007年） - サラマンダーイマジンの声 役 ※友情出演
- 僕らの愛の奏で（2008年） - 準主演・崎沢流唯駆 役
- エッチを狙え!イヌネコ。（2009年） - 神田寅一 役
- 20世紀少年 最終章 ぼくらの旗（2009年） - 氷の女王一派のメンバー 役
- アニと僕の夫婦喧嘩（2009年） - 一喜 役
- 半グレvsやくざ（2014年） - 掛川昇 役
- 鳳神ヤツルギ 木更津超熱戦 燃えあがれヤツルギ魂（2014年） - タイガ▽ジャンの声 役
- 東京PRウーマン（2015年） - 西田 役
- 日本ローカルヒーロー大決戦（2015年） - 濱尾巡 / タイガ▽ジャン 役
- 横浜見聞伝スター☆ジャン Episode:Final（2018年） - 濱尾巡 / タイガ▽ジャン 役
  - スター☆ジャン 川・奈（せん・だい）序（2023年） - 暁廻 / ブラックスタージャン 役
  - スター☆ジャン 川・奈（せん・だい）終（2023年） - 暁廻 / ブラックスタージャン / タイガ▽ジャン役

### ネットドラマ
- 恋する血液型 シーズン2（2009年） - 賢太郎 役

### ラジオドラマ
- 青春アドベンチャー「一瞬の風になれ」（2007年、NHK-FM） - 主演 神谷新二 役
- FMラジオドラマ「天使の時空船」（2012年、TOKOYO FM） - レオナルド・ダ・ヴィンチ 役

### 舞台
- U.SBLUNCH THEATER プロデュースVOL.1「ノミネーションプリーズ！」（2008年、大井町きゅうりあん 小ホール） - 主演・沖田純一郎 役
- 西永貴文「プラスイズム第6回公演」（2008年、新宿シアターブラッツ） - ゲスト出演
- MASKED RIDER LIVE&SHOW 〜十年祭〜（2009年） - 仮面ライダーパンチホッパー（声） 役
- ラブロブスター旗揚げ公演「破戒｣ （2009年4月、シアターブラッツ）
- エムキチビート8TH ACT「エレクトリック：サーカス∴デイズ」（2009年12月、萬劇場）- チャド 役
- 劇団レッド・フェイス プロデュース公演Vol.20「爾汝の社 再来」 （2010年1月、江東区文化センター ホール） - メジロ 役
- 劇団まがりかど「シルバーホスト 銀の館」（2010年6月、銀座小劇場） - 良介 役
- 劇団花歌マジックトラベラー「夏の夜の夢のよう」 （2010年9月、築地本願寺ブディストホール）
- HYBRID PROJECT vol.5公演「MIDNIGHT DREAM～機械城奇譚～」＜SPRINNG SIDE＞（2011年11月、中目黒キンケロシアター） - タイプライター11号 役
- GROW-UP Produce 舞台『DOG'S』 （2012年1月、笹塚ファクトリー） - ロック 役
- 芝居企画TECALL第9弾「BARテコールへようこそ」（2017年7月、参宮橋シアタートランスミッション） - ゲスト出演
- 劇団スタージャン旗上げ公演 「龍神伝説-Another zero-」（2020年10月、千本桜ホール） - アガタ 役
- 劇団バンディット「シルヴィアの爪跡-リベンジ公演-」（2024年7月、武蔵野芸能劇場） - ゲスト出演

### CM
- NTT東日本「0036通話サービス」（2004年） - 息子 役

### ゲーム
- ウルトラマンネクサス（2005年、PS2） - 千樹憐 役
- 仮面ライダーカブト（2006年、PS2） - 仮面ライダーザビー（影山瞬） / 仮面ライダーパンチホッパー 役
- 仮面ライダーバトル ガンバライド（2009年11月、アーケードゲーム） - 仮面ライダーザビー（影山） / 仮面ライダーパンチホッパー 役
- 仮面ライダー クライマックスヒーローズ シリーズ - 仮面ライダーパンチホッパー 役
  - 仮面ライダー クライマックスヒーローズ W（2009年12月、Wii）
  - 仮面ライダー クライマックスヒーローズ オーズ（2010年12月、Wii・PSP）
  - 仮面ライダー クライマックスヒーローズ フォーゼ（2011年12月、Wii・PSP）
  - 仮面ライダー 超クライマックスヒーローズ（2012年11月、Wii・PSP） - 仮面ライダーザビー（影山） / 仮面ライダーパンチホッパー 役
- オール仮面ライダー ライダージェネレーション2（2012年、ニンテンドーDS・PSP） - 仮面ライダーパンチホッパー 役
- 仮面ライダー サモンライド!（2014年12月4日、PS3、Wii U） - 仮面ライダーザビー（影山） / 仮面ライダーパンチホッパー 役
- 仮面ライダーバトル ガンバライジング（2017年2月2日・2020年3月19日、アーケードゲーム） - 仮面ライダーザビー（影山）[5] / 仮面ライダーパンチホッパー 役
- 仮面ライダー シティウォーズ（2020年、iOS / Android） - 仮面ライダーパンチホッパー 役[6]
- 仮面ライダーバトル ガンバレジェンズ（2023年、アーケード） - 仮面ライダーパンチホッパー 役

### 玩具
- COMPLETE SELECTION MODIFICATION HOPPERZECTER（2017年7月） - 影山瞬 役
- ウルトラレプリカ エボルトラスター 20th Anniversary ver.（2024年） - 千樹憐 役
- ウルトラレプリカ ブラストショット 20th Anniversary ver.（2025年） - 千樹憐 役